# Julius Falkenstein
Julius Falkenstein, född 25 februari 1879 i Berlin, död 9 december 1933 i Berlin, var en tysk skådespelare. Han medverkade i nära 200 filmer under åren 1914-1933. Falkenstein var mycket populär som komediaktör i tysk stumfilm på 1920-talet och klarade även övergången till talfilm utan problem.

## Filmografi (urval)
- 1919 – Ostronprinsessan
- 1922 – Doktor Mabuse, der Spieler
- 1924 – Storhertigens finanser
- 1926 – Flickan med champagne i ådrorna
- 1926 – Kärlek i bur
- 1928 – Blå musen
- 1928 – Hans Kungl. Höghet shinglar
- 1929 – Bara en modell
- 1929 – Hennes mörka punkt
- 1931 – Till polisens förfogande
- 1931 – Äventyrerskan från Dover
- 1931 – Wien dansar och ler
- 1932 – Bröllopsnatten
- 1932 – Dag ut och natt in
- 1932 – Hoppla, här kommer jag!
- 1932 – Kärlek per telefon
- 1932 – Pensionatets lockfågel
- 1932 – Storstadsnätter
- 1933 – Det var en gång en musiker
- 1933 – Riccardo på äventyr

## Fotnoter
1. 1 2  filmportal.de, Filmportal-ID: 7785170b8d7544fa95030b4b093a1d6e, läst: 9 oktober 2017.[källa från Wikidata]
2. 1 2 3  Find a Grave, läs online, läst: 16 november 2024.[källa från Wikidata]
3. ↑  Gemeinsame Normdatei, läst: 11 december 2014.[källa från Wikidata]
4. ↑  Gemeinsame Normdatei, läst: 30 december 2014.[källa från Wikidata]